# Kęstutis Šeštokas
Kęstutis Šeštokas (Kaunas, 15 aprile 1976) è un ex cestista lituano.

## Palmarès
- Campionato lituano: 7

Žalgiris Kaunas: 1993-94, 1994-95, 1995-96, 1996-97, 1997-98, 1998-99
Lietuvos rytas: 2001-02
- Campionato lettone: 2

Ventspils: 2003-04, 2004-05
- Campionato estone: 1

Tartu Ülikooli: 2007-08
- Eurocoppa: 1

Žalgiris Kaunas: 1997-98
- Coppa dei Campioni: 1

Žalgiris Kaunas: 1998-99
- Lega Nord Europea NEBL: 1

Žalgiris Kaunas: 1999